# Yohei Kajiyama
Yohei Kajiyama (Tokio, 24 september 1985) is een Japans voetballer.

## Clubcarrière
Kajiyama tekende in 2003 bij FC Tokyo.